# Raublättrige Rose
Die Raublättrige Rose (Rosa marginata) ist eine Pflanzenart aus der Gattung der Rosen (Rosa) in der Familie der Rosengewächse (Rosaceae).

## Beschreibung

### Vegetative Merkmale
Die Raublättrige Rose ist ein aufrechter, sommergrüner Strauch, der Wuchshöhen von 0,5 bis 3,5 Metern erreicht. Er bildet manchmal Ausläufer. Er besitzt bogig überhängende und oft bereifte Zweige. Die gleichartigen, kräftigen, schlanken Stacheln sind nur leicht gebogen oder gerade und ihre Ansatzfläche ist 4 bis 8 Millimeter breit. Selten kommen auch nadelförmige Borsten vor. 
Die wechselständig angeordneten Laubblätter sind in Blattstiel und Blattspreite gegliedert. Der mit Stieldrüsen bedeckte Blattstiel ist kurz behaart. Die Blattspreite ist fünf- bis siebenteilig gefiedert. Die starren Fiederblättchen sind bei einer Länge von 2 bis 4,5 Zentimetern sowie einer Breite von 1,3 bis 3 Zentimetern relativ groß und meist elliptisch. Ihr Rand ist einfach scharf gesägt. Die Oberseite ist dunkelgrün, kahl sowie matt oder leicht glänzend, die Unterseite etwas behaart und mit einem stark ausgeprägten Adernetz versehen.

### Generative Merkmale

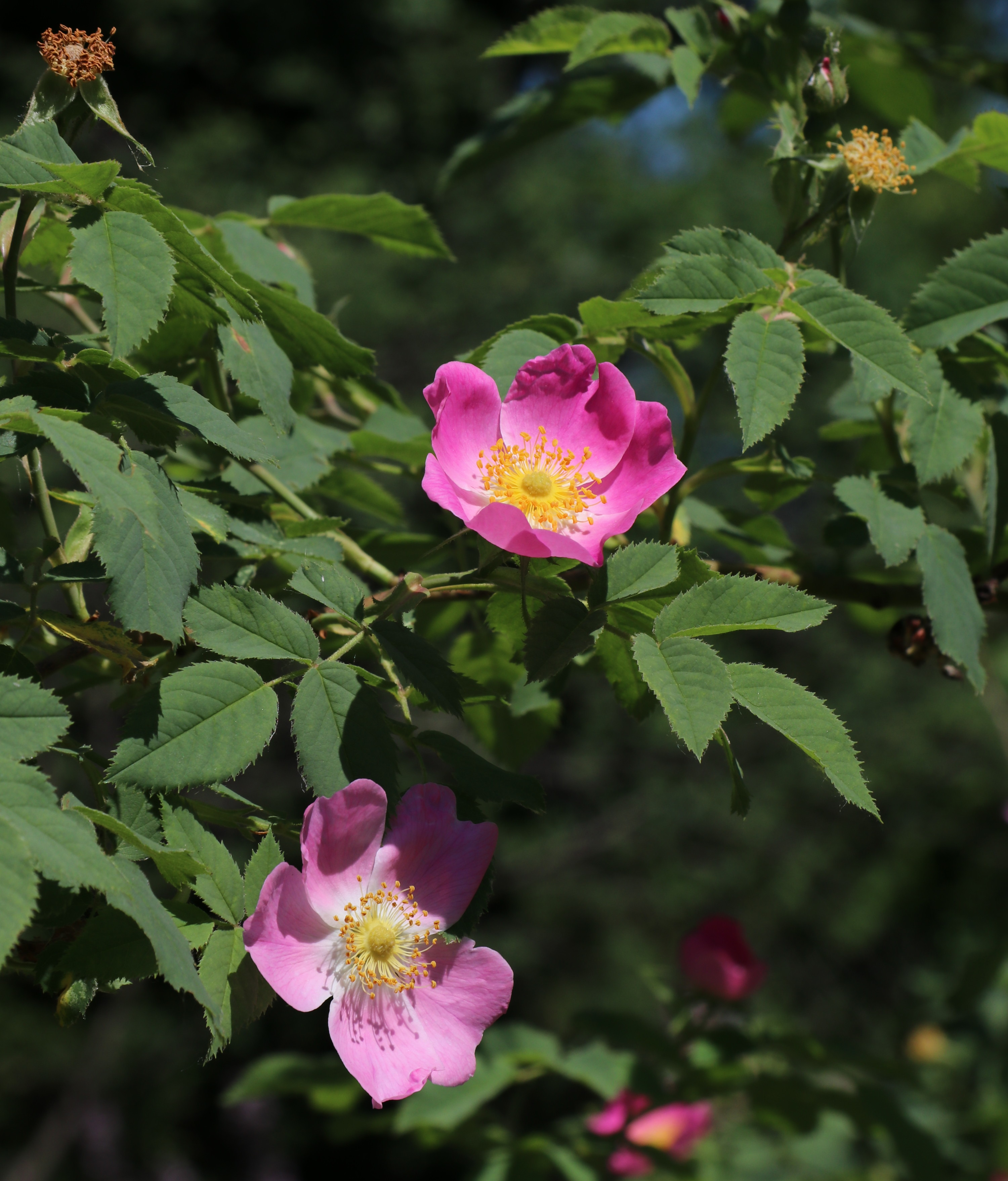
Blüten und Blätter

Die Blütezeit liegt im Juni. Die Blüten stehen einzeln oder zu zweit bis viert in doldigen Blütenständen.
Die zwittrigen Blüten sind bei einem Durchmesser von etwa 5 Zentimetern radiärsymmetrisch und fünfzählig mit doppelter Blütenhülle. Sie sind mit Stieldrüsen und Borsten besetzt. Die fünf Kelchblätter sind nach dem Abblühen zurückgeschlagen und fallen frühzeitig ab. Auf ihrem Rücken befinden sich viele Drüsen. Die äußeren Kelchblätter weisen lineal-lanzettliche, gezähnte oder gewimperte Federn auf. Die fünf Kronblätter sind rosarot oder dunkelrot gefärbt. Die weiten, etwa die Hälfte des Diskus einnehmenden Griffelkanäle sind mit breiten, wolligen, hutartigen Narbenköpfchen bedeckt.
Die ledrigen und bei Reife scharlachroten Hagebutten sind bei einer Länge von etwa 1,5 Zentimetern fast kugelig.
Die Chromosomenzahl beträgt 2n = 42.

## Vorkommen
Die Raublättrige Rose kommt in Mittel- und Südeuropa vor. Das Verbreitungsgebiet reicht vom Süden Frankreichs über Jura und Alpen bis in die deutschen Mittelgebirge, daneben umfasst es die Karpaten sowie die Balkanhalbinsel.
Die Raublättrige Rose wächst an trockenwarmen Standorten, Waldrändern, in Gebüschen und Hecken sowie an steinigen Hängen. Im Gebirge dringt sie bis in Höhenlagen von 1100 Meter vor. Es wird kalkhaltiger Untergrund bevorzugt. Sie ist eine Charakterart des Verbands Berberidion, kommt aber auch in Pflanzengesellschaften der Verbände Quercion pubescentis oder Erico-Pinion vor.

## Systematik
Der gültige Name ist Rosa marginata Wallr. Die Erstveröffentlichung von Rosa marginata erfolgte 1815 durch den deutschen Botaniker Friedrich Wilhelm Wallroth in Annus botanicus, ..., Seite 68.
Synonyme für Rosa marginata Wallr. sind: Rosa jundzillii Besser, Rosa marginata auct., Rosa approximata Déségl., Rosa decora Déségl., Rosa didieri F.Gérard, Rosa extensa Déségl. & Ozanon, Rosa flexuosa A.Rau, Rosa glandulosa Besser non Bellardi, Rosa godetii Gren., Rosa hampeana Griseb., Rosa jundzilliana Besser nom. illeg., Rosa nemorivaga Déségl., Rosa pugetii Déségl., Rosa reticulata A.Kern., Rosa robusta F.Gérard, Rosa subolida Déségl., Rosa terebinthinacea Déségl., Rosa tolosana Timb.-Lagr., Rosa trachyphylla A.Rau, Rosa zagrebiensis Vuk. & Heinr.Braun, Rosa flexuosa subsp. pugetii (Déségl.) Nyman, Rosa flexuosa subsp. subolida (Déségl.) Nyman. Das Artepitheton marginata bedeutet gerändert. Das Artepitheton jundzillii ehrt den polnisch-litauischen Botaniker und Arzt Stanisław Bonifacy Jundziłł (1761–1847).
Die Raublättrige Rose ähnelt sehr stark einigen Kreuzungen aus der Essig-Rose (Rosa gallica) und der Hunds-Rose (Rosa canina), daher könnte es sich um einen Bastard handeln, der sich noch weiter nach Norden ausbreitete als die Essig-Rose.
Vermutlich handelt es sich bei der Raublättrigen Rose um einen hochgradig polyphyletischen Komplex mit großer Variabilität in vielen Merkmalen. Taxonomisch ist der Status dieser Rosenart noch nicht geklärt.

## Belege